# Crkva sv. Mihovila u Jelsi
Crkva sv. Mihovila u Jelsi na Hvaru nalazi se u predjelu Mala Banda.
Građena je od 17. do 20. st. Krajem 20. stoljeća crkva je obnovljena, vanjska žbuka je uklonjena, a crteži su konzervirani.

## Opis
To je jednobrodna građevina zasvođena šiljastim svodom ima polukružnu apsidu svođenu kalotom. Izvorno gotička građevina, obnovljena je u doba baroka. U osi glavnog pročelja je barokni portal i pačetvorinasti prozor, a u zabatu jednodijelna zidana preslica. Dvostrešni krov crkve i svod apside pokriveni su kamenom pločom. U unutrašnjosti crkve je kasnobarokni zidani oltar. Na staroj žbuci u unutrašnjosti postojali su zavjetni crteži sidra i posvetnog križa na pojasnici, na vanjskoj žbuci postojali zavjetni crteži broda i posvetnog križa.

## Zaštita
Pod oznakom Z-4646 zavedena je kao nepokretno kulturno dobro - pojedinačno, pravna statusa zaštićena kulturnog dobra, klasificirano kao "sakralna graditeljska baština".